# Jennifer Scott
Jennifer Scott is een Nederlandse stripreeks die werd getekend door Piet Wijn en geschreven door Andries Brandt. De strip speelt zich af in de Amerikaanse staat Oregon ten tijde van de trek naar het westen in de negentiende eeuw. Jennifer Scott is een meisje uit de hogere klasse dat haar boze tante ontvlucht en haar vader zoekt, die van een bankoverval wordt verdacht.

## Publicatiegeschiedenis
De strip verscheen van 1973 tot 1975 in het jeugdtijdschrift Tina. In 1982 en 1983 werden de vier eerder gepubliceerde verhalen voor het eerst in albumvorm uitgegeven binnen de reeks Bibliotheek van het Nederlandse Beeldverhaal van uitgeverij De Lijn.

## Albums
| Nummer | Titel                     | Uitgever           | Jaar |
| ------ | ------------------------- | ------------------ | ---- |
| 16     | Bestemming Oregon, deel 1 | Uitgeverij De Lijn | 1982 |
| 18     | Bestemming Oregon, deel 2 | Uitgeverij De Lijn | 1982 |
| 20     | De smokkelaars            | Uitgeverij De Lijn | 1982 |
| 28     | Het vlammend mes          | Uitgeverij De Lijn | 1983 |